# LG 옵티머스 LTE
LG 옵티머스 LTE(LG Optimus LTE)는 LG전자가 2011년 10월 10일에 출시한 안드로이드 스마트폰이다.
LTE를 지원하는 LG전자의 첫 스마트폰이며, 이로 인해 퀄컴의 스냅드래곤 AP가 장착되었다.

## 파생 모델
| 모델명   | 펫 네임                | 출시 국가 | 이동통신사 | 출시일           | 크기                    | 무게     |
| -------- | ---------------------- | --------- | ---------- | ---------------- | ----------------------- | -------- |
| LG P936  | LG Optimus Ture HD LTE | 글로벌    |            |                  | 132.9 x 67.9 x 10.4 mm  | 135 g    |
| SU640    | LG Optimus LTE         | 대한민국  | SK텔레콤   | 2011년 10월 10일 | 69 x 133.9 x 10.5 mm    | 135.4 g  |
| LU6200   | LG Optimus LTE         | 대한민국  | LG U+      | 2011년 10월 10일 | 67.9 x 132.9 x 10.4 mm  | 139.17 g |
| LG P930  | LG Optimus LTE         | 캐나다    | 벨         | November 22,     | 133.9 x 67.9 x 10.48 mm | 135 g    |
| LG P930  | LG 나이트로 HD         | 미국      | AT&T       | 2011년 11월 4일  | 134 x 68 x 10 mm        | 128 g    |
| L-01D    | Optimus LTE L-01D      | 일본      | NTT 도코모 | 2011년 12월 15일 | 67.9 x 132.9 x 11.4 mm  | 140 g    |
| LG VS920 | LG 스펙트럼            | 미국      | 버라이즌   | 2012년 1월 19일  | 135 x 69 x 11 mm        | 141 g    |
| LG P935  | LG Optimus LTE         | 캐나다    | 텔러스     | 2012년 2월       | 133.9 x 67.9 x 10.5 mm  | 135 g    |

## 운영 체제 업그레이드

### 안드로이드4.0.4 아이스크림샌드위치업그레이드
2012년 5월 30일 LU6200 모델부터 안드로이드 4.0.4 아이스크림샌드위치으로의 업그레이드가 시작되었다. UI가 옵티머스 LTE2와 비슷해 졌으며, 멀티태스킹 기능과 퀵메모 기능이 추가되었다.

### 안드로이드4.1.2 젤리빈업그레이드
2013년 5월 23일 대한민국에서 SU640 모델을 시작으로 안드로이드 4.1.2 젤리빈으로의 업그레이드가 시작되었다. UI가 젤리빈 스타일로 바뀌고 기본 앱이 좀 더 추가되었다.

## 기김모

### 한퀵메모
옵티머스 뷰2의 Q메모와 비슷하며, 원래 하던 작업을 바탕으로 메모를 하거나 그림을 그릴 수 있다. 안드로이드 4.0.4부터 지원되었다.

## 경쟁 기종
- 삼성 갤럭시 S II LTE/HD LTE
- HTC 레이더 4G
- 팬택 베가 LTE

## 같이 보기
- LG 옵티머스 LTE 태그